# Bavette (pâtes)
Pour les articles homonymes, voir Bavette.
Les bavette (singulier : bavetta), ou trenette, ou linguine, sont un type de pâtes alimentaires qui sont faites traditionnellement dans la région de Gênes en Ligurie.
Variété de tagliatelle moins large, c'est une pâte longue et plate. Sa préparation traditionnelle est au pesto, ou avec des légumes, du poisson et de la viande.